# NGC 1439
NGC 1439 este o galaxie eliptică situată în constelația Eridanul. A fost descoperită în 9 decembrie 1784 de către William Herschel. Se află la o distanță de 25,7 de megaparseci de Pământ.